# Canal des Ardennes
Canal des Ardennes (Ardenner-kanalen) er en kanal, der forbinder floderne Aisne og Meuse i Ardennes-departementet i det nordlige Frankrig. Den er 88 km lang og passerer 44 sluser. Den kan bruges af fartøjer på op til 300 t, 38,5 m lange, 5,05 m brede, dybe 2,2 m og 3,5 m frihøjde. Kanalen blev åbnet i 1835.
Det høje antal sluser skyldes, at kanalen på sin vej skal overskride vandskellet som ligger 151 m.o.h. og falde til 60 m.o.h. på en strækning af 9 km. Det kræver 26 sluser. Den nødvendige vandtilførsel kommer dels fra et vandreservoir ved Bairon, dels fra Meuse-floden. Efter lange tørkeperioder må kanalen lukkes for trafik.[kilde mangler]